# トレスタウ
トレスタウ (ドイツ語: Tröstau) はバイエルン州オーバーフランケン行政管区、ヴンジーデル・イム・フィヒテルゲビルゲ郡に属す町村（以下、本項では便宜上「町」と記述する）で、バート・アレクサンダースバート、ナーゲルとともにトレスタウ行政共同体を構成する。トレスタウは、600人のキャパシティを持つバイエルン州では知られた保養地である。

## 地理
トレスタウは、フィヒテル山地の南西周縁部高原の中心に位置する。

### 自治体の構成
この町は、公式には15の地区 (Ort) からなる。このうち小集落や孤立農場などを除く集落を以下に列記する。
- フルトハンマー
- ロイポルツドルフ
- ロイポルツドルファーハンマー
- トレスラウ
- フォアドルフ
- フォアドルファーミューレ

## 紋章
上部は、銀と黒で塗り分けられた二峰性の山（ケサイン山）のシルエット。下部は、赤い爪を持つ熊の手が2つ、背中合わせに並んでいる。それぞれは赤い山形鉄と赤いハンマーを握っている。

## 歴史
この町は、1314年に「Drosen」の名で初めて文献に登場する。トレスタウは、1792年に、プロイセン王国のホーエンツォレルン家が治めるバイロイト侯領の一部となり、1807年のティルジットの和約でフランスの管理下に置かれた。1810年、バイロイト侯領は、バイエルン王国の統治下に移された。トレスタウは、1818年のバイエルン王国の行政改革により独立した自治体となった。1954年にナーゲルのファーレンバッハ地区がトレスタウに編入された。1978年には独立した自治体であったフォアドルフもトレスタウに編入された。

## 行政

### 議会
町議会は15議席からなる。

### 首長
- ハインツ・マルティーニ (SPD)

## 引用
1. ↑  https://www.statistikdaten.bayern.de/genesis/online?operation=result&code=12411-003r&leerzeilen=false&language=de Genesis-Online-Datenbank des Bayerischen Landesamtes für Statistik Tabelle 12411-003r Fortschreibung des Bevölkerungsstandes: Gemeinden, Stichtag (Einwohnerzahlen auf Grundlage des Zensus 2011)
2. ↑  Bayerische Landesbibliothek Online